# Грамицидин С
Грамицидин (gramicidin, gramicidinum, Грамицидин C) — антибиотик тиротрициновой группы.
Продуцируется споровой палочкой Bacillus brevis var. G.-B..
Один из двух первых советских антибиотиков, созданных в 1942 году (второй — крустозин).

## Описание
В промышленности получают синтетическим путём.
Обладает бактериостатическим (препятствующим размножению бактерий) и бактерицидным (уничтожающим бактерии) действием.
Эффективен в отношении стрептококков и стафилококков, а также возбудителей анаэробной инфекции и других микроорганизмов, преимущественно активен против грам-положительных бактерий. Микроорганизмы практически не развивают устойчивость к этому антибиотику.
Применяется при лечении гнойных и воспалительных инфекций кожи и мягких тканей, язв, пролежней, и при таких заболеваниях, как воспалительные заболевания уха, горла, стоматит, гингивит, конъюнктивит, кератит, остеомиелит (воспаления костного мозга и прилегающей костной ткани), блефарит, флегмона, фурункулёз, карбункулы. Применяется при ожогах кожи, а также как местное противозачаточное средство.
Форма выпуска — раствор или паста (в тубах или банках) для местного применения. Выпускается в виде ампул по 5 мл 2 % стерильного спиртового раствора, защёчных таблеток.
Усиливает эффекты других бактерицидных средств.
Предназначен только для местного применения. Внутривенное применение не допускается.
Имеет побочные эффекты — аллергические реакции (кожные высыпания и зуд, лихорадка, крапивница, отёк, контактный дерматит, анафилактический шок). Применение во время беременности и лактации нежелательно.

## История
Грамицидин C был выделен сотрудниками московского Института малярии и медицинской паразитологии Г. Ф. Гаузе и М. Г. Бражниковой в 1942 году. Чтобы отличать свой препарат от американского грамицидина, авторами отечественного препарата к названию была добавлена буква «С» (сокр. от «Советский»). Препарат сыграл важную роль в спасении многих тысяч жизней на фронтах Великой Отечественной войны. Чтобы установить его строение, необходимо было серьезное химическое исследование. В рамках тогдашнего сотрудничества союзников Минздрав СССР в 1944 году передал образец нового антибиотика в дружественную Великобританию, в Листеровский медицинский институт (Лондон). Там им занялся известный биохимик Ричард Синг. Вместе с группой коллег из города Лидса Синг выяснил, что грамицидин С — весьма необычный белок: его молекула не линейная, а циклическая. Оказалось также, что это очень простой белок, так как он содержит всего пять различных аминокислот, причем каждая из них повторяется в цикле дважды (для сравнения: яичный альбумин, основной компонент яичного белка, содержит 20 различных аминокислот, а его молекулярная масса в десятки раз больше, чем у грамицидина). Среди тех, кто занимался анализом кристаллической структуры грамицидина С, была Маргарет Тэтчер, будущая премьер-министр Великобритании, незадолго до этого защитившая диссертацию по химии. Впоследствии он был вытеснен новыми антибактериальными средствами.
В 1945 году создатели препарата «Грамицидин С» были награждены Сталинской премией 3-й степени.
В сравнении с американским грамицидином советский грамицидин С имел преимущества: более простой аминокислотный состав, более широкий спектр действия и более высокая стойкость к внешним воздействиям.
Препарат до сих пор применяется как местное антибактериальное средство.